# Mallomys aroaensis
Mallomys aroaensis — вид гризунів родини мишевих (Muridae). Зустрічається тільки в Папуа-Новій Гвінеї.

## Морфологічна характеристика
Це великий гризун із довжиною голови й тулуба від 292 до 410 мм, довжиною хвоста від 295 до 420 мм, довжиною стопи від 64,4 до 76 мм, довжиною вух від 25 до 33 мм і вагою до 1,71 кг. Хутро щільне. Спинні частини сірі з коричнево-чорними відблисками, вкриті довгими білими волосками, іноді світліше тільки на кінчику, а черевні частини білі. У деяких особин посередині тіла є біла поперечна смуга. Вуха і голова чорнуваті. Хвіст такої ж довжини, як голова й тулуб, чорнуватий біля основи, білий на кінчику і покритий 7 кільцями лусочок на сантиметр.

## Поведінка
Він шукає притулку в тунелях, побудованих на землі, особливо біля скелястих виступів. На дерева лазить лише щоб поживитися. Зубний ряд передбачає харчування на основі листя і пагонів.